# Вознесенська Анастасія Валентинівна
Анастасія Валентинівна Вознесенська (рос. Вознесенская Анастасия Валентиновна; нар. 27 липня 1943 Москва, Російська РФСР, СРСР — пом. 14 січня 2022 Москва, Росія) — радянська і російська актриса театру та кіно. Народна артистка РФ (1997).

## Життєпис
Анастасія Вознесенська народилася 1943 року в Москві, навчалася в Школі-студії МХАТ (курс Василя Маркова). У 1963 році вийшла заміж за свого однокурсника Андрія М'ягкова.
У 1965 році, після закінчення Школи-студії, Анастасія Вознесенська була прийнята в трупу театру «Современник», серед зіграних ролей — Марія Шамраєва в чеховській «Чайці». Після уходу з «Современника» Олега Єфремова перейшла разом з ним до МХАТу, а після розколу театру у 1987 році залишилася з ним у театрі, що отримав назву Московський художній театр імені А. П. Чехова.
У кінематографі Анастасія Вознесенська дебютувала в 1966 році. Широку популярність їй принесла головна жіноча роль у популярному фільмі «Майор Вихор».
У 2013 році Анастасія Вознесенська та Андрій М'ягков відзначили 50-річчя подружнього життя, а у 2018 році — 55-річчя.
Також у серпні 2018 року пройшла інформація, що 75-річна Анастасія Вознесенська, яка хворіє на цукровий діабет, пережила ще й інсульт. Її було паралізовано та госпіталізовано до лікарні. Хоча її чоловік Андрія М'ягков спростував цю інформацію, вказавши, що не потрібно вірити чуткам.
Померла 14 січня 2022 року на 79-му році життя в Москві через наслідки COVID-19.

## Визнання і нагороди
- Заслужена артистка РРФСР (01.12.1986)
- Народна артистка РФ (30.05.1997)
- Подяка Президента Російської Федерації (29.08.2003)[10]
- Орден Пошани (21.04.2009)[11]

## Творчість

### Ролі в театрі

#### «Современник»
- «Чайка» А. П. Чехова; постановка Олега Єфремова Марія Шамраєва
- «Свій острів»
- «Провінційні анекдоти» Олександра Вампілова

#### МХТ імені Чехова
- 1999 — «Привиди» Генріка Ібсена (постановка Н. Скорика) — Фру Альвінг
- 2002 — «Ретро» Олександра Галіна (постановка Андрія М'ягкова) — Роза Олександрівна Песочинська
- 2008 — «Білий кролик» М. Чейз (постановка А. Каменьковича) — Вета

### Радіоспектаклі
- 1981 — «Чайка» А. П. Чехов. Режисер: Олег Єфремов — Маша Шамраєва

### Ролі в кіно
- 1966 — Подорож
- 1967 — Пароль не потрібен — Сашенька Гавриліна
- 1967 — Майор Вихор — Аня
- 1968 — Любити…
- 1969 — Адам і Хева — Айшат
- 1976 — Ви мені писали...
- 1977 — Сідай поруч, Мішка!
- 1979 — Ранковий обхід — Клара
- 1979 — Гараж — Ганна Олексіївна Кушакова, директорка ринку
- 1979 — Прийміть телеграму в борг — мати Ліньова
- 1979 — Старі борги — Оля
- 1980 — Фантазія на тему любові — Галина Андріївна, тренер
- 1982 — Вокзал для двох — Юля, чергова в «Інтуристі»
- 1983 — Озирнись — мати
- 1986 — Від зарплати до зарплати
- 1987 — Перекид через голову — мама
- 1987 — Ваш спеціальний кореспондент
- 1989 — Аварія — дочка мента — мама Валерії
- 1991 — Чи винна я?
- 1993 — Заповіт Сталіна
- 1993 — Чехів і К°
- 1995 — Хрестоносець — (епізод)